# 1898 год в авиации
Список событий в авиации в 1898 году.

## Персоны

### Родились
- 9 апреля — Чухновский, Борис Григорьевич, советский авиатор, один из первых полярных лётчиков.
- 19 августа — Лисунов, Борис Павлович, русский и советский авиаконструктор, инженер-полковник, организатор производства самолёта Ли-2 (названного в его честь).
- 7 ноября — Шавров, Вадим Борисович, советский авиаконструктор, кандидат технических наук (1945), историк авиации. Наиболее известен созданием нескольких типов летающих лодок и двухтомной монографией «История конструкций самолётов в СССР».